# Pavčina Lehota
Pavčina Lehota (bis 1927 slowakisch „Pavčiná Lehôta“; ungarisch Paucsinalehota) ist eine Gemeinde im Norden der Slowakei mit 401 Einwohnern (Stand 31. Dezember 2024), die zum Okres Liptovský Mikuláš, einem Teil des Žilinský kraj, gehört und zur traditionellen Landschaft Liptau gezählt wird.

## Geographie

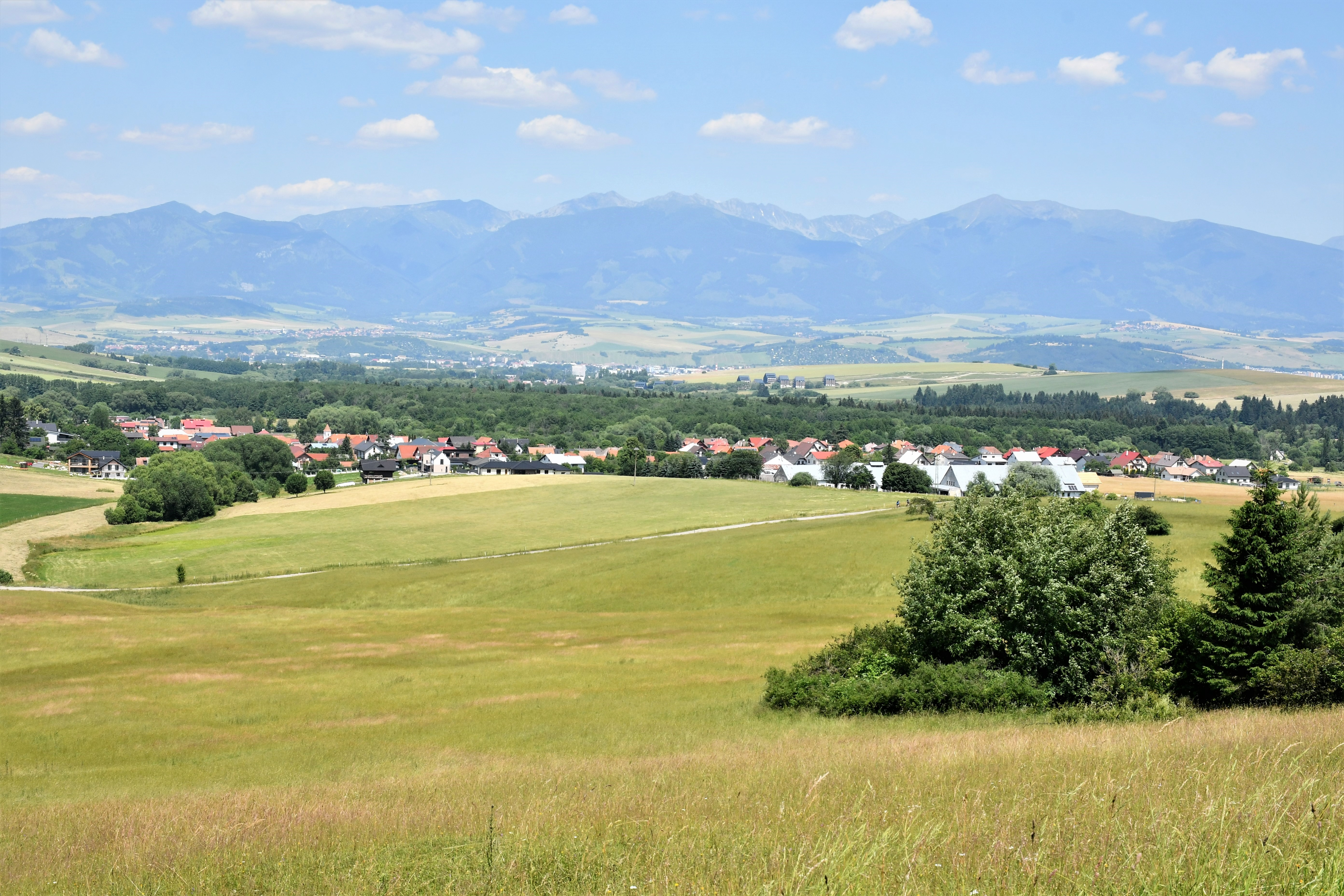
Blick auf Pavčina Lehota

Die Gemeinde befindet sich im Mittelteil des Talkessels Liptovská kotlina (Teil der größeren Podtatranská kotlina) unterhalb der Niederen Tatra im Tal des Flüsschens Demänovka unterhalb des Zusammenflusses mit dem Bach Javorovica, im Einzugsgebiet der Waag. Das Ortszentrum liegt auf einer Höhe von 692 m n.m. und ist acht Kilometer von Liptovský Mikuláš entfernt.
Nachbargemeinden sind Liptovský Mikuláš (Stadtteile Bodice und Demänová) im Norden und Nordosten, Demänovská Dolina im Osten und Süden, Lazisko im Westen und Svätý Kríž im Nordwesten.

## Geschichte
Pavčina Lehota wurde zum ersten Mal 1365 als Lehota schriftlich erwähnt und war Besitz des Geschlechts Bodickzky. Nach dem Aussterben der Bodiczky besaßen die Familien Palugyay und Okolicsányi Ortsgüter. 1784 hatte die Ortschaft 18 Häuser und 180 Einwohner, 1828 zählte man 21 Häuser und 207 Einwohner, die als Landwirte und Waldarbeiter tätig waren.
Bis 1918 gehörte der im Komitat Liptau liegende Ort zum Königreich Ungarn und kam danach zur Tschechoslowakei und schließlich zur Slowakei.

## Bevölkerung
| Jahr                | 1994 | 2004    | 2014    | 2024    |
| ------------------- | ---- | ------- | ------- | ------- |
| Anzahl der Personen | 353  | 343     | 373     | 401     |
| Unterschied         |      | −2,83 % | +8,74 % | +7,50 % |

| Jahr                | 2023 | 2024    |
| ------------------- | ---- | ------- |
| Anzahl der Personen | 404  | 401     |
| Unterschied         |      | −0,74 % |

Nach der Volkszählung 2011 wohnten in Pavčiná Lehota 349 Einwohner, davon 335 Slowaken, neun Tschechen und ein Mährer. Vier Einwohner machten keine Angabe zur Ethnie.
177 Einwohner bekannten sich zur Evangelischen Kirche A. B., 64 Einwohner zur römisch-katholischen Kirche, jeweils sieben Einwohner zur evangelisch-methodistischen Kirche und zur orthodoxen Kirche und zwei Einwohner zu den christlichen Gemeinden; drei Einwohner bekannten sich zu einer anderen Konfession. 78 Einwohner waren konfessionslos und bei 11 Einwohnern wurde die Konfession nicht ermittelt.

## Bauwerke und Denkmäler
- Holzglockenturm aus dem Jahr 1883